# FC Allschwil
Der FC Allschwil ist ein am 31. Dezember 1907 gegründeter Fussballverein aus Allschwil in der Schweiz. Er gehört zu den ältesten und traditionsreichsten Vereinen in Allschwil und mit über 700 Mitglieder auch zu den grössten. Der FC Allschwil ist Mitglied des Schweizerischen Fussballverbands. Die Clubfarben sind Rot und Blau.

## Geschichte
In der Silvesternacht 1907 wurde der FC Allschwil durch Albin Simon gegründet. Schon am Neujahrstag wurde auf der Bachmatte das erste Fussballspiel ausgetragen. Hans Butz und Gusti Hofer schlossen sich dem Gründer an, welcher das Traineramt übernahm. Bei der ersten Sitzung am 7. Januar 1908 wurde Hans Butz zum ersten Präsidenten des FC Allschwil gewählt. Seine Aufgabe bestand darin, Material für Hose und T-Shirt zu beschaffen. Als Clubfarben wurden Rot und Blau ausgewählt. Spielort war eine von einem Bauern zur Verfügung gestellte Matte. Wurde der Rasen nicht gemäht, so fiel das Spiel aus, ein Mitglied brachte sonntäglich die Torpfosten mit. Die Bevölkerung war wenig begeistert, dennoch schlossen sich immer mehr Leute dem FC Allschwil an. Der Mitgliederbeitrag betrug anfangs 20 Rappen pro Monat.

## Sportanlagen
Als Spielorte stehen auf der Sportanlage "Im Brüel" ein Kunstrasenfeld und zwei Naturrasenfelder zur Verfügung. Seit 2007 ist sie in Betrieb, nachdem die Bevölkerung von Allschwil 2005 einen Bau per Abstimmung gutgeheissen hat. Die Anlage, welche rechts des Bachgrabengebiets liegt, besitzt moderne Umkleidekabinen, Büroräumlichkeiten und eine Stehplatztribüne. Der Eintritt zu den Spielen ist jeweils kostenlos, anwesende Junioren sammeln jedoch Spendengelder zur Förderung und Intensivierung der Juniorenarbeit. Auch ein Clubrestaurant ist vorhanden.

## Mannschaften
Beim FC Allschwil kann man ab fünf Jahren Fussball spielen. Der FCA bietet von den G-Junioren bis zu "Ü50" durchgehend Mannschaften an. Auch ein Frauenteam spielt für den FC Allschwil. Die 1. Mannschaft spielt momentan in der 2. Liga interregional.

## Erfolge
Die 1. Mannschaft des FC Allschwil konnte den zur Teilnahme am Schweizer Cup berechtigenden Basler Cup mehrmals gewinnen, das erste Mal 1941. Von 1946 bis 1948, 1950 sowie von 1956 bis 1958 gewann der FCA ebenfalls diesen Wettbewerb. Zwischen 1927 und 1931 war der FC Allschwil in der zweithöchsten Spielklasse vertreten, in der Saison 1948/49 trat er in der 1. Liga, der dritthöchsten Spielklasse in der Schweiz, an. Im Jahr 1978 erreichte er die 1. Liga erneut und hielt sich dort bis zum Ende der Saison 1983/84. 2010 wurde der FC Allschwil Nordwestschweizer Meister in der 2. Liga Regional und qualifizierte sich somit für die 2. Liga Interregional. In dieser wurde in der Saison 2018 / 2019 mit dem 2. Platz die bis dato beste Platzierung erreicht. Im Juni 2019 konnte der Verein zudem zum dritten Mal in der Vereinsgeschichte die Qualifikation für den Schweizer Cup erreichen, wo man in der ersten Runde auf den FC Sion traf.